# قدرت‌الله انتظامی
قدرت‌الله انتظامی (۱۳۰۸ در سنگلج – ۱۸ شهریور ۱۴۰۰) از بازیگران قدیمی سینما و تلویزیون قبل از انقلاب و موسیقیدان ایرانی بود.
مهم‌ترین نقش او «گروهبان حیدری» (با بیش از صد قسمت) در سری فیلم‌ها و سریال‌های ساخته پرویز صیاد در مجموعه تلویزیونی «سرکار استوار» بود. وی همچنین برادر عزت‌الله انتظامی بازیگر نامدار ایران بود.

## زندگی
وی پنج سال از عزت‌الله انتظامی کوچکتر بود. در سن چهارده سالگی با تهیه یک سنتور دور از چشم خانواده شروع به فراگیری موسیقی می‌کند. خانواده انتظامی موسیقی و کار هنری را نوعی مطربی می‌دانسته‌اند. پدر خانواده که از افسران قزاق بوده و وقتی از وجود سنتور با خبر می‌شود او را به شدت توبیخ می‌کند. بعدها در تئاتر بنگاه تئاترآل نوشته علی نصیریان فعالیت بازیگری را در کنار موسیقی آغاز نمود. وی را بیشتر با فیلمهای پرویز صیاد می‌شناسند. با افتتاح تلویزیون شبکه دو با هنرمندانی چون حسن لشکری، محمد لشکری و محمود آقا گلیان همکاری خود را آغاز می‌کند؛ و به واسطه حسین دهلوی در ارکستر این اداره مشغول همکاری می‌شود که افرادی نظیر مصطفی پورتراب، نادر گلچین، حسن و حسین یوسف زمانی، رضا شفیعیان، اعرابی، فریدون حافظی، حسین فرهادپور، نصرت اللَّه سپهری، خانم سرلک، ظهیرالدینی و .. در این ارکستر حضور داشته‌اند. این ارکستر بیست نوازنده داشته‌است که خانمها؛ افخم، پری زنگنه، پریسا و خاطره پروانه نیز همکاری می‌کردند. در موسیقی از شاگردان ابوالحسن صبا و حسین یاحقی است و سال ۱۳۹۱ خانه هنرمندان ایران بزرگداشتی را به پاس خدمات هنری او برگزار نمود.

## دربارهٔ او
مجید انتظامی دربارهٔ عموی خود قدرت‌الله انتظامی می‌گوید: «عمویم قدرت‌الله انتظامی تأثیری در زندگی من گذاشت که زندگیم را ساخت. نوای ساز وی در کودکی آن چنان مرا مفتون می‌کرد که ساعت‌ها به تماشای نواختنش می‌نشستم. برایم عجیب بود صدایی که از ساز ویولن بیرون می‌آمد چه اعجازی دارد که تمامی اطرافیان را سخت تحت تأثیر قرار می‌دهد که مجبور شوند سکوت نموده و گوش فرا دهند. اینگونه شد که من قدم به هنرستان موسیقی گذاشتم. سالها بعد که خود مشغول به کار شدم توانستم با معرفی عمویم به استاد حسین دهلوی زمینه فعالیتش را در ارکستر دهلوی و آقای مصطفی پورتراب فراهم سازم. امیدوارم که خدایش در همه حال از بلا دور بدارد»
احمد طالبی‌نژاد نویسنده و منتقد سینما دربارهٔ وی معتقد است: آقای انتظامی (عزت‌الله انتظامی) از آن دسته آدم‌هایی بود که جنم بازیگری داشت یعنی شاید بتوان گفت از کودکی چنین شاخصه‌ای در ذاتش وجود داشته و می‌شد پیش‌بینی کرد که او روزی آدم بزرگی خواهد شد. در فیزیک ظاهری‌اش هم نشانه‌هایی وجود داشته، چشم‌های درشت او که به شدت گیرا و پرنفوذ بود را در کمتر کسی دیده‌ام. البته این موضوع مقداری ژنتیکی بود و برادرش قدرت‌الله انتظامی هم این ویژگی را داشت.

## تشکیل گروه کر بانوان
وی بعد از سالها تدریس و آموزش در سال ۱۳۹۱ تصمیم به تشکیل یک گروه کر گرفت. این گروه متشکل از بانوانی است که در ابتدا نزد خود او آموزش دیده‌اند. گروه کر بانوان انتظامی در فرهنگسراهای فرهنگی و انجمن‌های ادبی و هنری به اجرای موسیقی می‌پردازند.

## مرگ
او بر اثر سکته قلبی، در تاریخ ۱۸ شهریور سال ۱۴۰۰ درگذشت. بنابه گفته خانواده‌اش، قدرت‌الله انتظامی ابتدا دچار شکستگی ناحیه لگن شد که پس از عمل جراحی بر اثر عوارض ناشی از آن دچار سکته قلبی شد

## فیلم‌شناسی
| ردیف | عنوان              | سال  | کارگردان   |
| ---- | ------------------ | ---- | ---------- |
|      | ستارخان            | ۱۳۵۱ | علی حاتمی  |
|      | صمد به مدرسه می‌رود | ۱۳۵۲ | پرویز صیاد |
|      | صمد در راه اژدها   | ۱۳۵۶ | پرویز صیاد |
|      | صمد آرتیست می‌شود   | ۱۳۵۳ | پرویز صیاد |
|      | رضا هفت‌خط          | ۱۳۵۱ | حسین ترابی |

### مجموعه‌های تلویزیونی
| سال  | مجموعه                        | کارگردان       | نقش           |
| ---- | ----------------------------- | -------------- | ------------- |
| ۱۳۴۶ | سرکار استوار                  | پرویز صیاد     | گروهبان حیدری |
| ۱۳۴۷ | خانه قمر خانم                 | محمدعلی کشاورز | پاسبان        |
| ۱۳۵۴ | مأمور ما صمد در بالاتر از خطر | پرویز صیاد     | گروهبان حیدری |
| ۱۳۵۳ | ماجراهای صمد                  | پرویز صیاد     | گروهیان حیدری |

## تالیفات
- ساز و سختی با مقدمه پروفسور حسن امین